# Germinal (Monat)

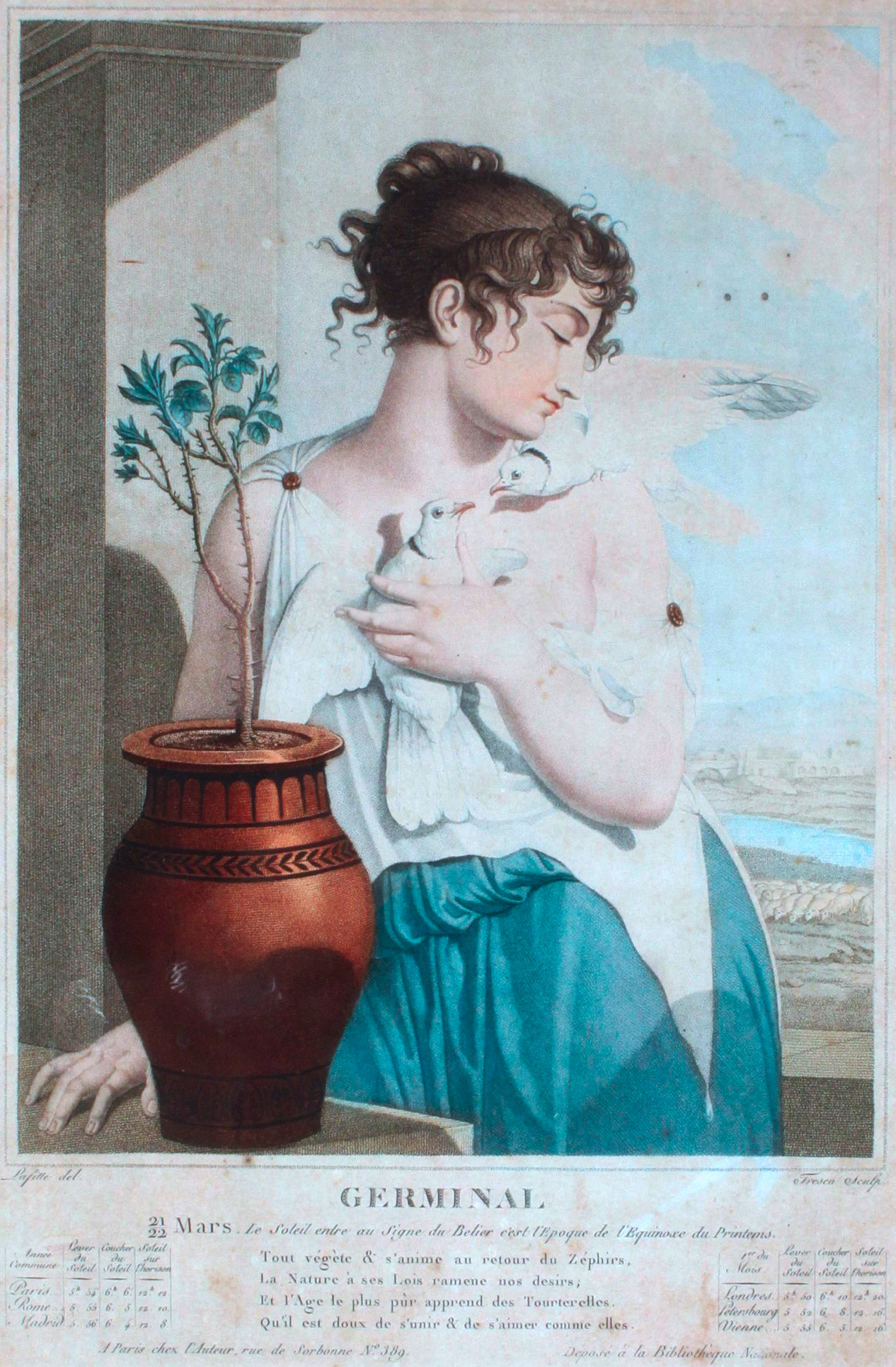
Allegorie des Germinal

Der Germinal (deutsch auch Keimmonat) ist der siebte Monat des republikanischen Kalenders der Französischen Revolution. Er folgt auf den Ventôse, ihm folgt der Floréal.
Der Name ist von französisch germer (keimen) abgeleitet. Der Germinal ist der erste Monat des Frühlingsquartals (mois de printemps). Er beginnt etwa am 21. März und endet etwa am 19. April.

## Tagesnamen
Wie alle Monate des Französischen Revolutionskalenders hatte der Germinal 30 Tage, die in 3 Dekaden eingeteilt wurden. Die Tage waren nach landwirtschaftlichen Pflanzen benannt, mit Ausnahme des 5. und 10. Tages jeder Dekade. Der 5. Tag (Quintidi) wurde nach einem Haustier benannt, der 10. Tag (Decadi) nach einem landwirtschaftlichen Gerät.
Der 26. Germinal war zunächst der Anemone, der 27. dem Flieder gewidmet. Später tauschten diese Tage ihre Rolle.
| Tagesnamen für den Germinal |            |                                              |           |                              |           |                                              |
| | 1re Décade | 1re Décade                                   | 2e Décade | 2e Décade                    | 3e Décade | 3e Décade                                    |
| Primidi | 1.         | Primevère (Schlüsselblume)                   | 11.       | Pervenche (Immergrün)        | 21.       | Gainier (Judasbaum)                          |
| Duodi | 2.         | Platane (Platane)                            | 12.       | Charme (Hainbuche)           | 22.       | Romaine (Römersalat)                         |
| Tridi | 3.         | Asperges (Spargel)                           | 13.       | Morille (Morchel)            | 23.       | Marronnier (Rosskastanie)                    |
| Quartidi | 4.         | Tulipe (Tulpe)                               | 14.       | Hêtre (Buche)                | 24.       | Roquette (Senfrauke)                         |
| Quintidi | 5.         | Poule (Huhn) Coq (Hahn)                      | 15.       | Abeille (Biene) Poule (Huhn) | 25.       | Pigeon (Taube)                               |
| Sextidi | 6.         | Blette Bette (Mangold)                       | 16.       | Laitue (Kopfsalat)           | 26.       | Anémone/Lilas (Anemone/Flieder)              |
| Septidi | 7.         | Bouleau (Birke)                              | 17.       | Mélèze (Lärche)              | 27.       | Lilas/Anémone (Flieder/Anemone)              |
| Octidi | 8.         | Jonquille (Osterglocke)                      | 18.       | Ciguë (Hundspetersilie)      | 28.       | Pensée (Stiefmütterchen)                     |
| Nonidi | 9.         | Aulne (Erle)                                 | 19.       | Radis (Radieschen)           | 29.       | Myrtille (Heidelbeere)                       |
| Décadi | 10.        | Couvoir (Brutstätte) Greffoir (Pfropfmesser) | 20.       | Ruche (Bienenstock)          | 30.       | Greffoir (Pfropfmesser) Couvoir (Brutstätte) |
| moderne französische Namen erscheinen kursiv – Vorschläge von Fabre d’Églantine, die nicht akzeptiert wurden, erscheinen in Kleinschrift |            |                                              |           |                              |           |                                              |

## Umrechnungstafel
| I. | II. | III. | IV. | V. | VI. | VII. |

| März | 1793 | 1794 | 1795 | 1796 | 1797 | 1798 | 1799 | April |

| I. | II. | III. | IV. | V. | VI. | VII. |

| März | 1793 | 1794 | 1795 | 1796 | 1797 | 1798 | 1799 | April |

| VIII. | IX. | X. | XI. | XII. | XIII. |

| März | 1800 | 1801 | 1802 | 1803 | 1804 | 1805 | April |

| VIII. | IX. | X. | XI. | XII. | XIII. |

| März | 1800 | 1801 | 1802 | 1803 | 1804 | 1805 | April |

## Umrechnungsbeispiel
Zu ermitteln ist der 7. Germinal XI.
Das Jahr XI steht in der unteren Tabelle, darunter das gregorianische Jahr 1803. Unter dem 7. (obere Tageszeile) steht der 28. Da dieser vor dem Monatsübergang (31.→1.) liegt, ist der März gemeint.
Das gregorianische Datum ist also der 28. März 1803.
Siehe auch: Umrechnungstafel zwischen gregorianischem und republikanischem Kalender